# Saint-Maudez
Saint-Maudez település Franciaországban, Côtes-d’Armor megyében. Lakosainak száma 285 fő (2022. január 1.). Saint-Maudez Corseul, La Landec, Plélan-le-Petit, Saint-Michel-de-Plélan és Vildé-Guingalan községekkel határos.

## Népesség
A település népessége az elmúlt években az alábbi módon változott:
| Lakosok száma | 236  | 207  | 222  | 260  | 315  | 301  | 284  | 284  | 283  | 285  |
|               | 1968 | 1982 | 1990 | 2006 | 2013 | 2015 | 2017 | 2019 | 2020 | 2022 |